# Línia (mesura)
La línia és una unitat de mesura de longitud antiga, que és la dotzena part d'una polzada, per aquest motiu la seva mida depèn de la mida de la polzada de referència. És una unitat històrica de longitud utilitzada a França i en altres llocs abans de l'adopció del sistema mètric a finals del segle xviii, i que s'utilitza en diverses ciències després d'aquest temps. Actualment, els rellotgers francesos i suïssos en conserven vestigis per a indicar la mida dels moviments de rellotgeria, dels botons i en la fabricació de cintes..
Segons el DIEC una línia és una Unitat longitud emprada en l'escriptura antiga i en la tipografia -Dotzena part d'una polzada-, (a prop de dos mil·límetres).

## Línia de Castella
La línia castellana (línea) és la dotzena part d'una polzada i, per tant, 1⁄144 d'un peu castellà i, atès que la vara de Castella mesura 0,835905 m i una vara té 3 peus, la línia castellana equival a 1,934965 mm.

## Línia francesa (de París)
La línia francesa (ligne) és la dotzena part d'una polzada i, per tant, 1⁄144 d'un peu de París, és a dir, en aquest cas és igual a 2,255877 mm.

## Sistema angloaxó
La línia del sistema anglosaxó val avui exactament 2,116 mm.